# ستيفان ماين
ستيفان ماين (مواليد 13 مايو 1972) هو سبّاح بلجيكي، مثّل بلاده في الألعاب الأولمبية الصيفية 1992.

## روابط خارجية
ستيفان ماين على موقع الاتحاد الدولي للسباحة (الإنجليزية)
- ستيفان ماين على موقع اللجنة الأولمبية الدولية (الإنجليزية)
- ستيفان ماين على موقع أوليمبيديا (الإنجليزية)